# Parazitologický ústav Biologického centra Akademie věd České republiky
Parazitologický ústav je součástí Biologického centra Akademie věd České republiky v Českých Budějovicích.
Založen byl v roce 1962, v roce 1985 byl ústav přemístěn z Prahy do Českých Budějovic a 1. ledna 2006 byl spolu s dalšími českobudějovickými ústavy začleněn do nově vznikajícího Biologického centra.
Ústav se zabývá parazitologií a jejími příbuznými obory. Velice rozvinuté jsou na něm zejména následující oblasti výzkumu:
- diverzita, fylogeneze a patogenita cizopasníků ryb
- molekulární biologie a funkční genomika parazitických prvoků a hlístic
- biologie přenašečů onemocnění a molekulární interakce při přenosu patogenů
- molekulární taxonomie, fylogeneze parazitů a jejich koevoluce s hostiteli
- cizopasní prvoci člověka a hospodářských zvířat s důrazem na původce oportunních onemocnění

Ústav má vysoké renomé například ve výzkumu klíšťové encefalitídy a jejího přenašeče, klíštěte obecného. Ústav vydává mezinárodní časopis Folia Parasitologica.

## Další fotografie

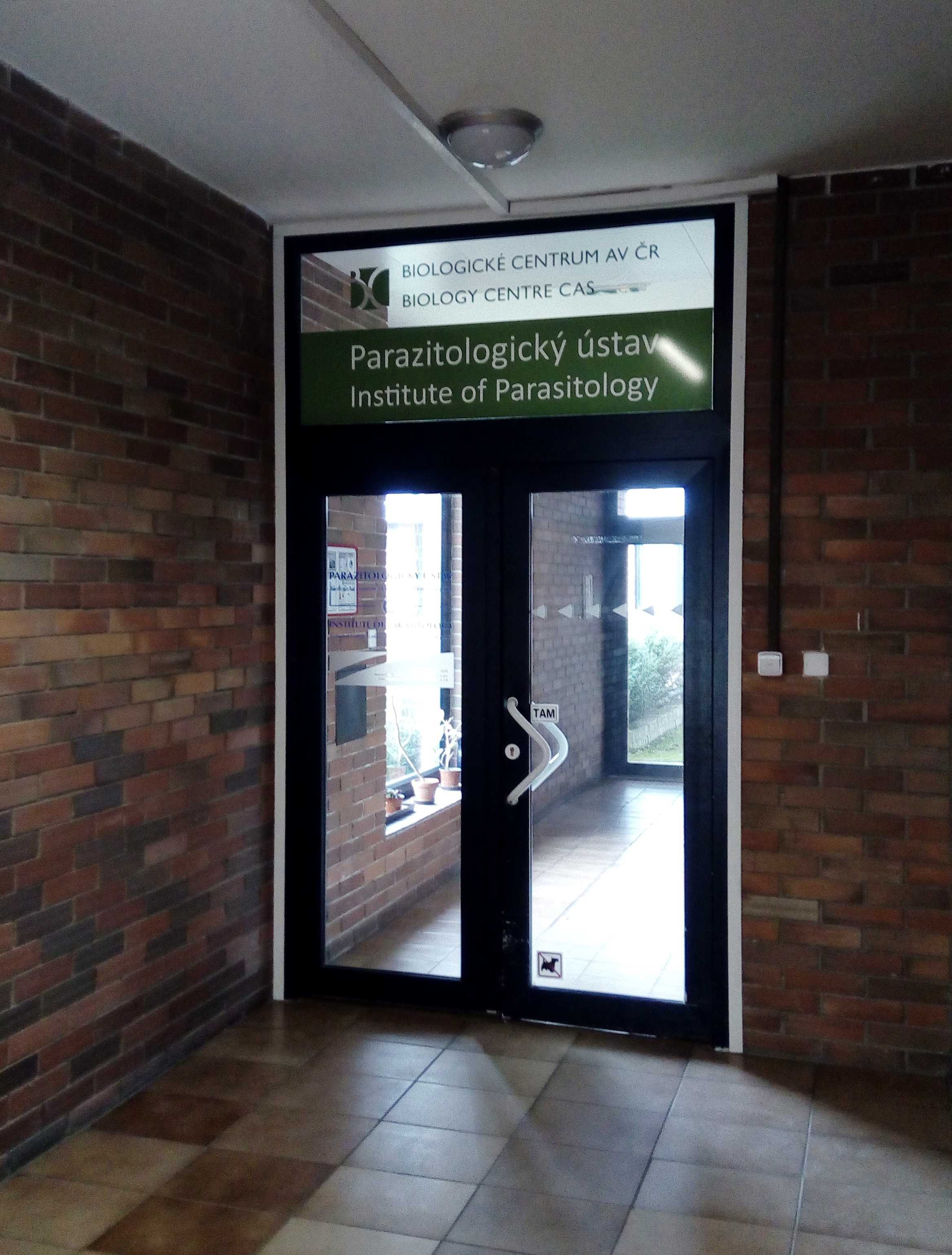
Vnitřní vstup do Parazitologického ústavu
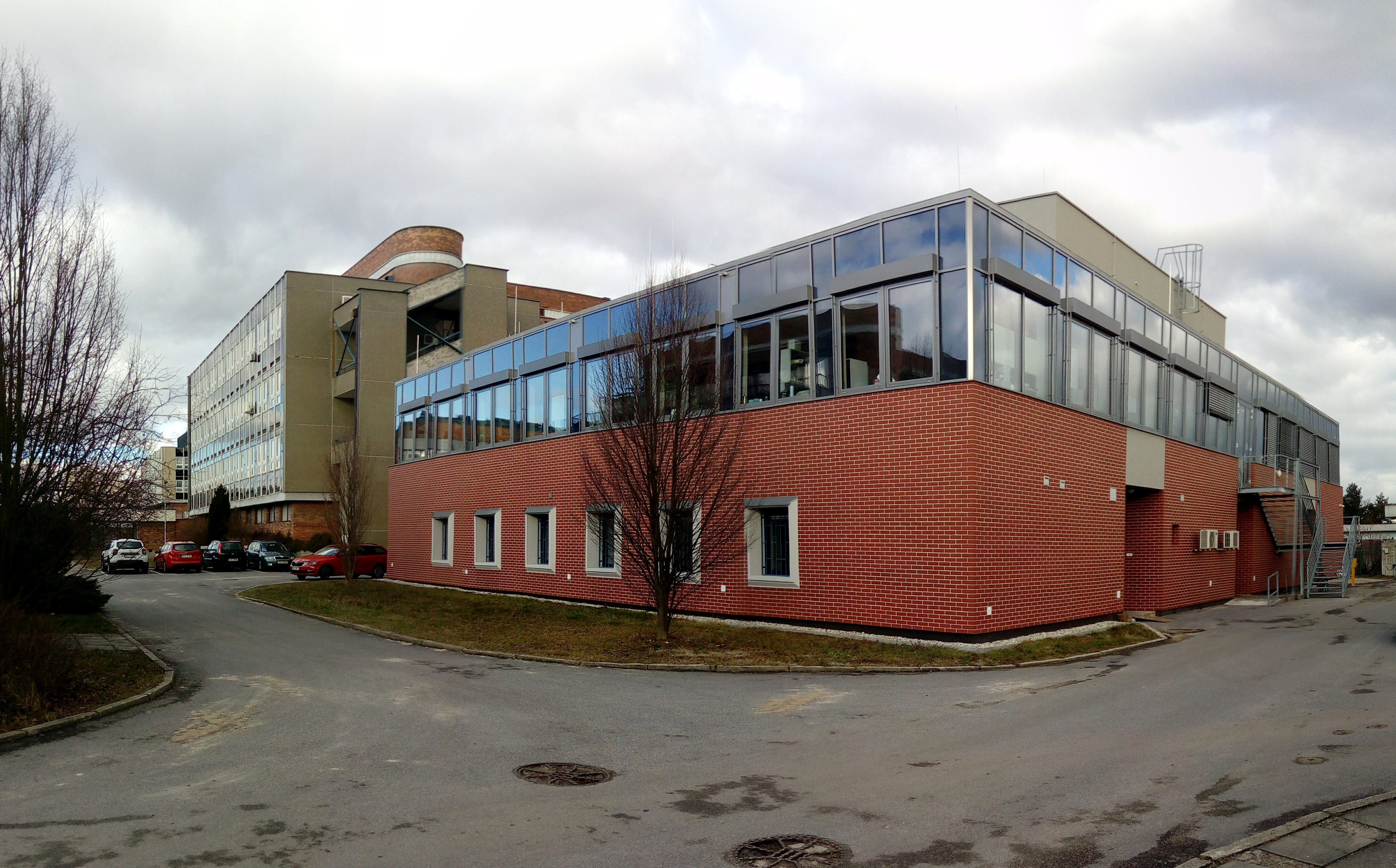
Budova zvířetníku
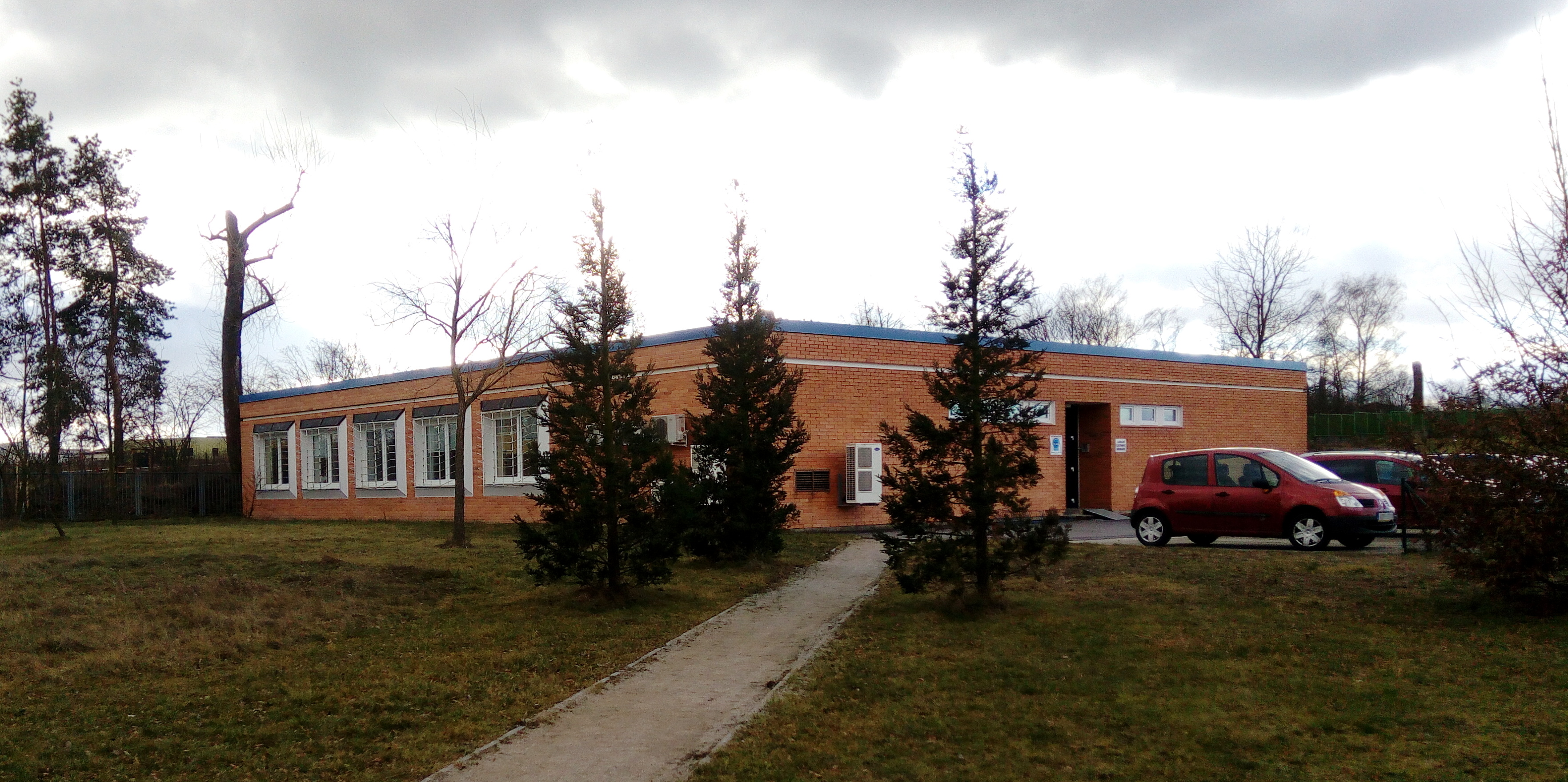
Budova Laboratoře elektronové mikroskopie